# Luigi Beltrame Quattrocchi
Luigi Beltrame Quattrocchi (Catania, 12 gennaio 1880 – Roma, 9 novembre 1951), venerato come beato dalla Chiesa cattolica dal 2001 con la moglie Maria Corsini.

## Biografia
Luigi nasce a Catania il 12 gennaio 1880 da Carlo Beltrame e Francesca Vita. Il doppio cognome viene aggiunto quando Luigi viene cresciuto (e poi adottato) dagli zii Stefania e Luigi Quattrocchi, pur mantenendo uno stretto legame con i propri genitori.
Frequentato il ginnasio ad Ancona, si trasferisce a Roma, dove vive fino alla morte, nella zona dell'Esquilino. Qui si laurea nel 1902 discutendo una tesi in Diritto Penale su L'errore di fatto nel Diritto penale con relatore Enrico Ferri.
Nonostante l'impegno del lavoro e della famiglia, Luigi si prodiga in un proficuo apostolato e prende parte all'associazionismo cattolico.
Dal 1916 si impegna nello scautismo e coopera con l'Associazione Scautistica Cattolica Italiana (ASCI), divenendo nel 1917 Presidente del riparto Roma V e nel 1918 membro del Commissariato Centrale. Nel 1919 fonda con l'amico Gaetano Pulvirenti un oratorio festivo nella basilica di Santa Pudenziana, poi Reparto Scout Roma XX, diretto da lui stesso fino al 1923. Nel 1921 viene nominato Consigliere generale dell'ASCI fino al 1927.
Collabora ancora con il professor Luigi Gedda nell'Azione Cattolica Maschile e nei Comitati Civici, appoggia come consigliere amministrativo il sorgere dell'Agenzia ORBIS; coadiuva con i deputati Stefano Reggio d'Aci e Giovanni Jacini al Centro Studi Politici; opera nella GIAC, nel Movimento di Rinascita Cristiana e nel Fronte della Famiglia.
Incontra Maria Corsini, colta e sensibile; il matrimonio unisce i due giovani il 25 novembre 1905, nella Cappella Cesi nella basilica di Santa Maria Maggiore a Roma.
La fede del marito si ravviva: vanno a Messa tutte le mattine e la loro giornata è contrassegnata da momenti di preghiera in comune, come il Rosario serale.
Lui, amico di Don Sturzo e di De Gasperi, testimonia la sua fede nel laico ambiente di lavoro; lei, scrittrice di libri educativi, è crocerossina durante la guerra, inoltre realizza come catechista corsi per fidanzati, una novità per l'epoca.
Insieme partecipano all'attività di associazioni come il Movimento di Rinascita Cristiana; collaborano anche all'attività dell'UNITALSI, come barelliere lui e infermiera lei; diventano inoltre terziari francescani.
I primi tre figli, Filippo, Stefania, Cesare, abbracciano tutti la vita consacrata: la nascita dell'ultimogenita Enrichetta è preceduta da una gravidanza drammatica, dovuta ad una placenta previa totale i medici invitano la madre ad abortire per sfuggire alla morte, ma i coniugi rifiutano con fermezza; il lunedì Santo del 1914 Maria dà alla luce la figlia Enrichetta, e i medici constatano stupiti le buone condizioni di entrambe.
Il 13 agosto 1940 la madre affida i figli alla protezione di Maria presso il santuario della Madonna del Divino Amore: durante la guerra, Filippo, divenuto Don Tarcisio, scampa il 13 agosto del 1942 al siluramento della nave dove è imbarcato; il 13 agosto dell'anno successivo Cesare, cappellano militare con il nome di Padre Paolino, sfugge ai colpi di un cecchino mentre raccoglie le spoglie di un soldato caduto; nello stesso giorno Stefania, che ha preso il nome di Madre Cecilia, esce dal monastero delle benedettine di Milano poco prima che questo venga colpito da un bombardamento.
Luigi muore a Roma il 9 novembre 1951, Maria gli sopravvive per 14 anni, e stempera il dolore rifugiandosi nella scrittura: si ricorda tra gli altri il libro "L'ordito e la trama. Radiografia di un matrimonio"; il 26 agosto 1965 anche Maria muore, poco dopo aver recitato l'Angelus insieme ai figli nella loro casa di Serravalle in provincia di Arezzo.

## Culto

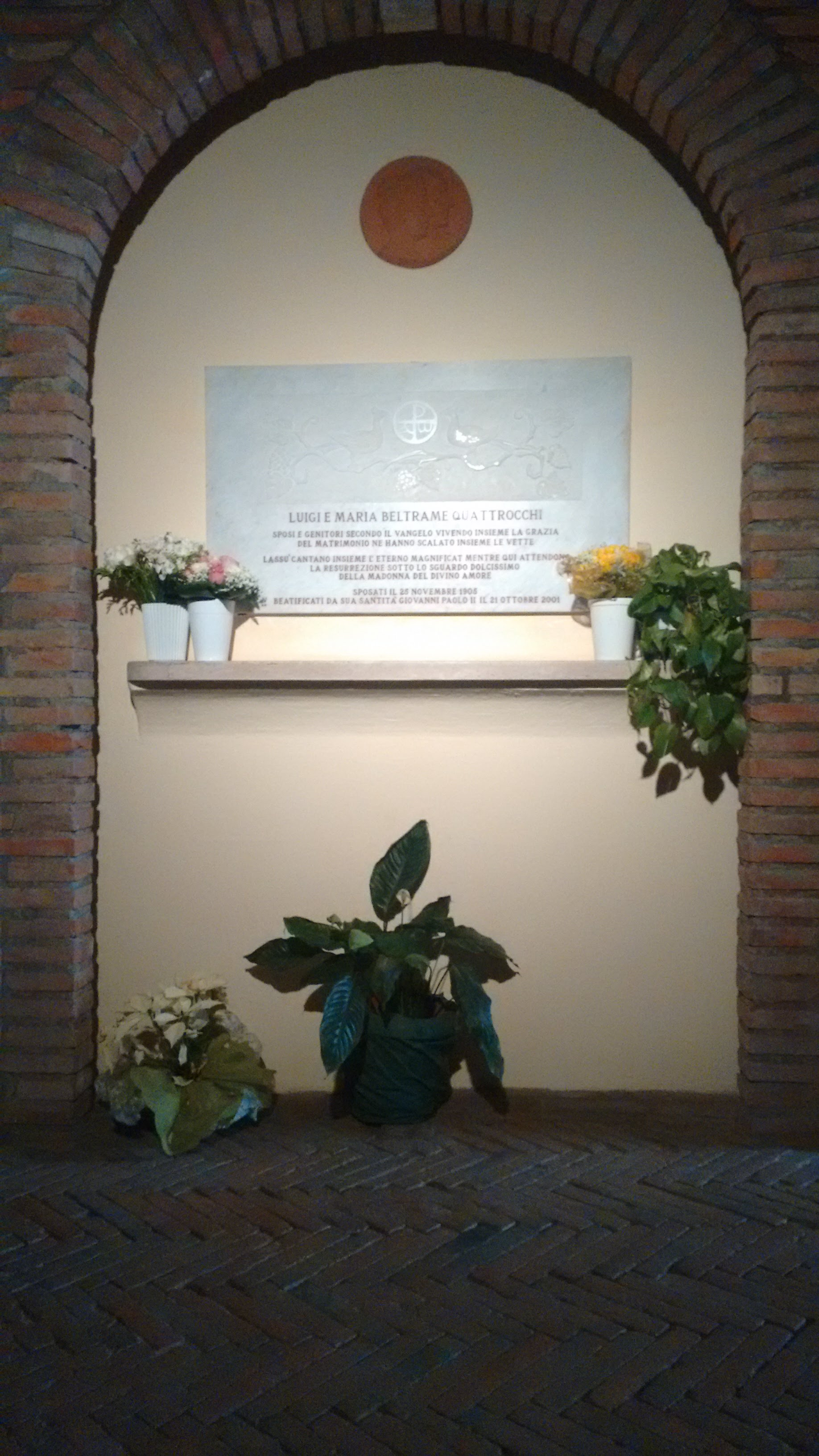
Tomba dei Coniugi Beltrame Quattrocchi presso la cripta del Santuario del Divino Amore in Roma

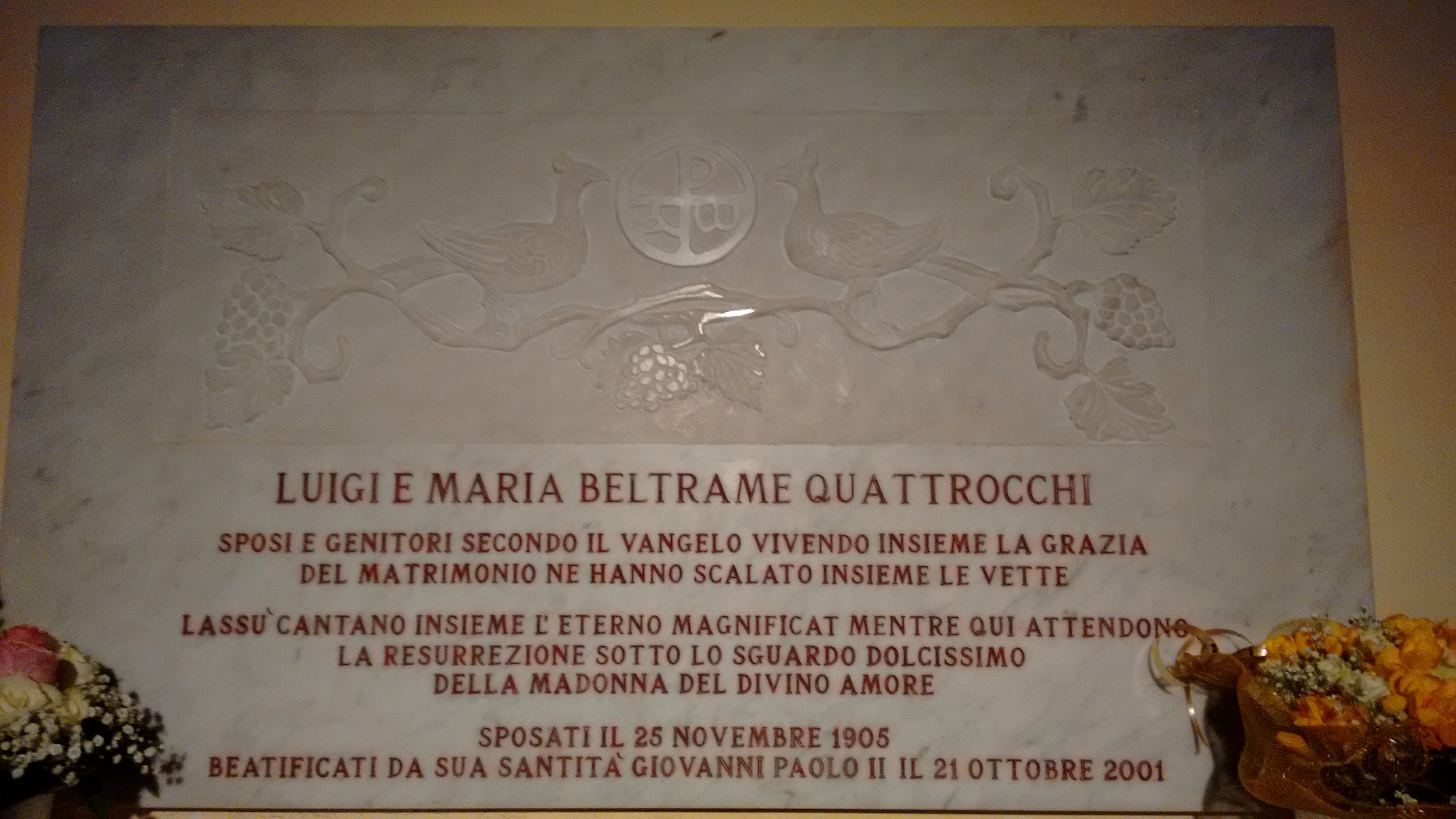
Tomba dei Coniugi Beltrame Quattrocchi, dettaglio della lapide

La causa di beatificazione di Luigi e Maria Beltrame Quattrocchi viene aperta il 25 novembre 1994, mentre il 21 ottobre 2001 Giovanni Paolo II innalza la coppia agli onori degli altari. Il 28 ottobre 2001 i corpi dei coniugi vengono trasferiti nella loro cripta presente nel Santuario della Madonna del Divino Amore a Roma. Postulatore della causa è il p. Paolino Rossi o.f.m.cap. Vicepostulatore è Luca Pasquale.
Il miracolo che ha consentito la loro beatificazione riguarda Gilberto Grossi, colpito da una malattia invalidante fino dall'età di dieci anni; fra l'incredulità dei medici, nonostante la malattia rimanga in tutta la sua gravità, conosce una completa remissione dei sintomi, grazie all'intercessione dei Beati, e può realizzare il suo sogno: diviene neurochirurgo, si sposa e conduce una vita normale.
La beatificazione dei coniugi nella memoria liturgica viene ricordata il 25 novembre, giorno del loro matrimonio, ed è viva l'eco delle parole di Giovanni Paolo II: "Non può più essere accettabile che venga negato il giusto riconoscimento alla santità silenziosa e normale di tanti padri e madri".
L'epitaffio dei due coniugi recita: "Sposi e genitori secondo il Vangelo vivendo insieme la grazia del matrimonio ne hanno scalato insieme le vette. Lassù cantano insieme l'eterno magnificat mentre qui attendono la resurrezione sotto lo sguardo dolcissimo della Madonna del Divino Amore. Sposati il 25 novembre 1905. Beatificati da Sua Santità Giovanni Paolo II il 21 ottobre 2001".
Come detto, i loro figli furono:
- Filippo (15 ottobre 1906 - 20 febbraio 2003), conosciuto come don Tarcisio o anche don Tar[2].
- Stefania (9 marzo 1908 - 1º marzo 1993), conosciuta come suor Cecilia.
- Cesare (27 novembre 1909 - 31 dicembre 2008), conosciuto come padre Paolino.[3]
- Enrichetta (6 aprile 1914 - 16 giugno 2012)[4].